# Шизофрения (фильм)
«Шизофрения» — российский художественный фильм режиссёра Виктора Сергеева. Состоит из двух частей: «Немой» и «Спаси и сохрани». Премьера состоялась 11 апреля 1998 года в 21:15 на телеканале «НТВ-Плюс Наше кино».
В основу сюжета легла история, рассказанная Александру Абдулову одним из криминальных авторитетов. Решённый в жанре политического детектива, фильм рассказывает о широких связях криминального мира России с правоохранительными структурами и спецслужбами, коррумпированности правительственных чиновников самого высокого ранга.

## Сюжет
Высокопоставленный чиновник заинтересован в убийстве руководителя крупной финансовой корпорации, собирающегося баллотироваться в президенты России. Спецслужбы решают использовать в качестве неофициального палача талантливого стрелка по фамилии Голубчик.
Иван Голубчик когда-то учился в МГУ и на предложение работать в КГБ ответил отказом. Во время срочной службы в охранном подразделении КГБ на охоте он случайно убивает генерала. Ивана осуждают на 15 лет, но через 8 лет предлагают свободу в обмен на сотрудничество.
В результате постоянных угроз и давления он вынужден принять предложение властей, иначе его ждёт неминуемая смерть.
Так Ваня стал «Немым» — наёмным убийцей. Тем временем за него начинают бороться бандиты и воры в законе, обеспечивающие безопасность потенциальных жертв, неугодных правительству.

## В ролях
- Александр Абдулов — Иван Голубчик, Немой
- Александр Збруев — Александр Викторович, психолог спецслужбы, майор
- Кирилл Лавров — Колобов Олег Петрович, первый вице-премьер Правительства России (аллюзия на Олега Лобова)
- Армен Джигарханян — инструктор по стрельбе
- Леонид Броневой — портной
- Николай Трофимов — Николай Николаевич, гримёр
- Юрий Кузнецов — Вальтер, начальник охранного предприятия
- Виктор Степанов — Николай Юрьевич, авторитет
- Борис Клюев — банкир Лозовский (аллюзия на Березовского)
- Леонид Неведомский — Владимир Иванович, генерал ФСБ
- Георгий Мартиросьян — застреленный генерал
- Владимир Головин — вор в законе, смотрящий в зоне
- Дарья Каболова — Даша, дочь смотрящего (кинодебют)
- Сергей Степанченко — прапорщик Кравчук
- Сергей Селин — Серёжа, сотрудник спецслужбы
- Наталья Антонова — Наталья Антонова, телеведущая
- Светлана Иванова
- Юрий Гальцев — дальнобойщик-насильник
- Станислав Стрелков — охранник
- Леонид Максимов — пилот самолета
- Николай Сморчков — сержант милиции
- Андрей Краско — сотрудник зоны
- Жанна Эппле — подруга журналиста

## Съёмочная группа
- Авторы сценария: Александр Абдулов, Евгений Козловский, Виктор Сергеев
- Режиссёр: Виктор Сергеев
- Оператор: Юрий Шайгарданов
- Художник: Виктор Желобинский
- Композитор: Андрей Макаревич
- Продюсеры: Александр Абдулов, Александр Голутва, Сергей Арчугов, Игорь Лаврик, Виктор Сергеев
- Консультант — бывший руководитель Службы безопасности Президента РФ генерал-лейтенант Александр Коржаков

## Награды
- Приз за лучшую мужскую роль (Александр Абдулов) на Кинофестивале «Виват, кино России!» в Санкт-Петербурге (1997).
- Золотая медаль на XI фестивале русского кино в Триесте, Италия (1997).
- Главный приз за режиссуру (Виктор Сергеев) на кинофестивале «Новое кино России» в Екатеринбурге (1997).

## Отзывы
Кандидат юридических наук, адвокат В. М. Карышев, называющий себя «адвокатом мафии» и «бандитским адвокатом», отмечал в 2005 году:
После убийства [Отари Квантришвили] по столице вновь поползли слухи о «Белой стреле» – как специальном секретном подразделении, состоящем из бывших работников спецслужб, отстреливающих криминальных авторитетов. Легенда о знаменитой «Белой стреле» последнее время всё больше и больше занимает обывателей, милиционеров и бандитов. Этот феномен интересен больше с психологической, чем фактической стороны. Якобы ещё  Юрий Андропов, после того как стал Генеральным секретарём ЦК КПСС, инициировал создание в структуре КГБ подразделений „В“ и „С“ с целью ликвидации лидеров криминального мира. Сотрудники этих подразделений проходили обучение в 7-м управлении КГБ, объединялись в мобильные группы и внедрялись в преступную среду, выдавая себя за рядовых боевиков. С приходом к власти Владимира Путина, большого поклонника Ю. Андропова, миф о «Белой стреле» возродился. Например, в художественном фильме «Шизофрения» показан такой киллер, который по заданию спецлужб устраняет неугодных людей. Можно было сказать, что это вымысел сценаристов и режиссёров, но, что любопытно, консультантом этого фильма выступил представитель спецлужб генерал А. Коржаков.